# Skinwalkers
Skinwalkers is een Amerikaanse horrorfilm uit 2006 onder regie van James Isaac. Het verhaal van de film werd geschreven door James DeMonaco, Todd Harthan en James Roday. De productie ging in première op het Filmfestival van Cannes. In Nederland kwam Skinwalkers direct op DVD uit.

## Verhaal
Skinwalkers zijn mensen met een bovennatuurlijke gave waardoor ze niet alleen bij volle maan maar ook uit vrije wil in weerwolven kunnen veranderen. Hiervan bestaan twee groepen. Eén ervan wil de vloek uitroeien en zorgen dat er een eind komt aan het ras skinwalker. De andere groep ziet haar gave niet als een vloek, maar als de natuurlijke loop der dingen die van hen een beter ras maakt dan de mensheid. Zij omarmen hun bloedlust, die hen na één keer voeden zo verslaafd heeft dat er geen weg meer terug is.
Volgens een legende van de Navajo's zal er op zeker moment een jongen opgroeien die op zijn dertiende verjaardag de macht krijgt om een eind te maken aan skinwalkers. Dit blijkt de twaalfjarige Timothy Talbot (Matthew Knight) te zijn. Hij woont sinds het overlijden van zijn vader Caleb samen met zijn moeder Rachel (Rhona Mitra) bij de broer van haar voormalige echtgenoot Jonas (Elias Koteas), zijn moeder Nana (Barbara Gordon), dochter Katherine (Sarah Carter), haar vriend Adam Kilmer (Shawn Roberts) en de bevriende Doak (Lyriq Bent).
De leider van de kwaadaardige groep weerwolven Varek (Jason Behr) komt achter het bestaan en de verblijfplaats van Timothy. Daarop trekt hij met zijn soortgenoten Sonja (Natassia Malthe), Zo (Kim Coates) en Grenier (Rogue Johnston) eropuit om hem te vermoorden voor hij dertien wordt. Jonas is daarom gedwongen zijn en zijn families ware aard te onthullen aan Rachel en Timothy. Ze hebben al die tijd geweten dat Tim de jongen is uit de legende. Hij is half mens door Rachel, half weerwolf door zijn vader Caleb, die tegenwoordig door het leven gaat als Varek. Jonas en zijn familie vormen de clan goede weerwolven die de vloek willen opheffen en daarom Tim veilig willen houden tot ten minste zijn dertiende verjaardag.

## Rolbezetting
- Jason Behr als Varek
- Elias Koteas als Jonas
- Rhona Mitra als Rachel Talbot
- Natassia Malthe als Sonja
- Kim Coates als Zo
- Sarah Carter als Katherine
- Tom Jackson als Will
- Matthew Knight als Timothy Talbot
- Rogue Johnston als Grenier
- Barbara Gordon als Nana
- Shawn Roberts als Adam
- Lyriq Bent als Doak
- Christine Brubaker als Justine
- Roman Podhora als Ralph
- Wayne Ward als Justine's echtgenoot
- Scott Anderson als Courtney
- Caroline Mangosing als Receptioniste
- Ramona Pringle als Zuster Sally
- Everton Lawrence als Ambulancebroeder
- Pat Quas als Serveerster
- James Kirchner als Motelreceptionist
- Jessica Huras als Barmeisje
- Matt Hopkins als Benzinepomp klant
- Jasmin Geljo als Blokhutpersoon #1
- Charmaine Hamp als Blokhutpersoon #2
- David Sparrow als Manny de Slachter
- Carl Marotte als Sheriff John
- Todd Schroeder als Redneck #1
- Tig Fong als Redneck #2
- L.J. Vasilantonakis als Barman
- Wayne Downer als Bar Patron
- Derek Kealey als Magere Hein
- Wendy Crewson als Vrouwelijke leider
- Wesley French als Inheemse man
- Julian Richings als Bedroefde man